# Kjell Rune Sellin
Kjell Rune Sellin (Trondheim, 1º giugno 1989) è un calciatore norvegese, attaccante del Manglerud Star.

## Carriera
Ha iniziato la carriera nel Byåsen collezionando 34 apparizioni e 15 reti nel corso di due stagioni. Nel 2008 è stato ingaggiato dal Rosenborg, per cui ha esordito poco dopo. Infatti, ha sostituito Marek Sapara nella sconfitta in trasferta per 4-0 contro il Tromsø. Nell'Eliteserien 2008 è stato utilizzato in altre 2 partite. Nella stagione 2009, lo spazio in prima squadra è aumentato, sebbene non sia mai stato impiegato dal primo minuto in campionato. Ha giocato però 4 partite nel Norgesmesterskapet 2009: ha contribuito alla vittoria del Rosenborg sul Gjøvik, realizzando la rete del definitivo 4-0. Anche nel turno successivo ha siglato una marcatura, questa volta quella del momentaneo 0-2 in casa del Levanger. Nelle due partite contro Strindheim e Løv-Ham, ha realizzato altre 3 reti. Nel 2010 è andato in gol anche nell'Eliteserien, siglando una doppietta nel successo casalingo per 3-0 sul Brann.
Nel corso della stagione, però, il Rosenborg lo ha ceduto in prestito al Kongsvinger, squadra neopromossa nell'Eliteserien. L'8 agosto dello stesso anno, quindi, ha gopcato la prima partita con la nuova maglia contro l'Hønefoss. Poco più di un mese dopo, il 12 settembre, ha realizzato la prima marcatura per il Kongsvinger, ai danni del Sandefjord, permettendo alla sua squadra di imporsi 1-0. A fine stagione, però, il club è retrocesso in 1. divisjon e Sellin è tornato al Rosenborg.
Il 1º gennaio 2011 è stato reso noto il suo passaggio a titolo definitivo dal Rosenborg all'Aalesund. Ha debuttato con la nuova maglia il 21 marzo, quando è stato titolare nella sconfitta per 1-2 contro il Fredrikstad. L'8 maggio è arrivata la prima rete, nel successo per 2-3 sul campo dello Start.
Il 23 agosto 2012 è stato ufficializzato il suo passaggio in prestito all'Hødd, fino al termine della stagione in corso. Ha fatto parte della squadra che ha vinto il Norgesmesterskapet 2012. Il 7 marzo 2013 ha firmato un contratto biennale con il Sandefjord, per sostituire l'infortunato Cato Hansen. Il 6 novembre 2014 ha rinnovato il contratto che lo legava al Sandefjord per altre due stagioni. Il 23 ottobre 2016, a seguito della vittoria interna per 1-0 contro il Bryne, il suo Sandefjord si è assicurato la promozione in Eliteserien con una giornata d'anticipo sulla fine del campionato.
L'8 dicembre 2016, il Sandnes Ulf ha comunicato sul proprio sito internet l'ingaggio di Sellin, che ha firmato un contratto biennale con il nuovo club. Ha scelto la maglia numero 21. Ha debuttato con questa casacca il 2 aprile 2017, schierato titolare nel successo per 2-0 sull'Elverum. Ha chiuso l'annata a quota 32 presenze e 11 reti, tra tutte le competizioni.
Il 12 dicembre 2017, il Fredrikstad ha reso noto d'aver trovato un accordo per il trasferimento in squadra di Sellin, col giocatore che si è legato al nuovo club con un accordo biennale, valido a partire dal 1º gennaio 2018.
Il 2 agosto 2019, Sellin è passato allo Strømmen, a cui si è legato con un contratto valido fino al 31 dicembre 2020.

## Statistiche

### Presenze e reti nei club
Statistiche aggiornate al 2 maggio 2024.
| Stagione              | Club                  | Campionato            | Campionato | Campionato | Coppe nazionali | Coppe nazionali | Coppe nazionali | Coppe continentali | Coppe continentali | Coppe continentali | Supercoppe | Supercoppe | Supercoppe | Totale | Totale |
| Stagione              | Club                  | Comp                  | Pres       | Reti       | Comp            | Pres            | Reti            | Comp               | Pres               | Reti               | Comp       | Pres       | Reti       | Pres   | Reti   |
| --------------------- | --------------------- | --------------------- | ---------- | ---------- | --------------- | --------------- | --------------- | ------------------ | ------------------ | ------------------ | ---------- | ---------- | ---------- | ------ | ------ |
| 2007                  | Byåsen                | 2D                    | ?          | ?          | CN              | ?               | ?               | -                  | -                  | -                  | -          | -          | -          | ?      | ?      |
| gen.-ago. 2008        | Byåsen                | 2D                    | ?          | ?          | CN              | ?               | ?               | -                  | -                  | -                  | -          | -          | -          | ?      | ?      |
| Totale Byåsen         | Totale Byåsen         | Totale Byåsen         | 34         | 15         |                 | ?               | ?               |                    | ?                  | ?                  |            | -          | -          | 34+    | 15+    |
| 2008                  | Rosenborg             | ES                    | 3          | 0          | CN              | 0               | 0               | CU                 | 0                  | 0                  | -          | -          | -          | 3      | 0      |
| 2009                  | Rosenborg             | ES                    | 8          | 0          | CN              | 4               | 5               | UEL                | 2                  | 0                  | -          | -          | -          | 14     | 5      |
| gen.-ago. 2010        | Rosenborg             | ES                    | 7          | 2          | CN              | 1               | 0               | UCL+UEL            | 0                  | 0                  | SN         | 1          | 0          | 9      | 2      |
| Totale Rosenborg      | Totale Rosenborg      | Totale Rosenborg      | 18         | 2          |                 | 5               | 5               |                    | 2                  | 0                  |            | 1          | 0          | 26     | 7      |
| ago.-dic. 2010        | Kongsvinger           | ES                    | 10         | 1          | CN              | 0               | 0               | -                  | -                  | -                  | -          | -          | -          | 8      | 1      |
| 2011                  | Aalesund              | ES                    | 22         | 3          | CN              | 5               | 2               | UEL                | 5                  | 1                  | -          | -          | -          | 32     | 6      |
| gen-ago. 2012         | Aalesund              | ES                    | 8          | 0          | CN              | 1               | 1               | UEL                | 2                  | 0                  | -          | -          | -          | 11     | 1      |
| Totale Aalesund       | Totale Aalesund       | Totale Aalesund       | 30         | 3          |                 | 6               | 3               |                    | 7                  | 1                  |            | -          | -          | 43     | 7      |
| ago.-dic. 2012        | Hødd                  | 1D                    | 13         | 3          | CN              | 2               | 2               | -                  | -                  | -                  | -          | -          | -          | 15     | 5      |
| 2013                  | Sandefjord            | 1D                    | 28         | 8          | CN              | 3               | 1               | -                  | -                  | -                  | -          | -          | -          | 31     | 9      |
| 2014                  | Sandefjord            | 1D                    | 29         | 15         | CN              | 2               | 4               | -                  | -                  | -                  | -          | -          | -          | 31     | 19     |
| 2015                  | Sandefjord            | ES                    | 23         | 4          | CN              | 2               | 1               | -                  | -                  | -                  | -          | -          | -          | 25     | 5      |
| 2016                  | Sandefjord            | 1D                    | 30         | 14         | CN              | 5               | 3               | -                  | -                  | -                  | -          | -          | -          | 35     | 17     |
| Totale Sandefjord     | Totale Sandefjord     | Totale Sandefjord     | 110        | 41         |                 | 12              | 9               |                    | -                  | -                  |            | -          | -          | 122    | 50     |
| 2017                  | Sandnes Ulf           | 1D                    | 29+1       | 11+0       | CN              | 2               | 0               | -                  | -                  | -                  | -          | -          | -          | 32     | 11     |
| 2018                  | Fredrikstad           | 2D                    | 22+2       | 8+0        | CN              | 2               | 0               | -                  | -                  | -                  | -          | -          | -          | 26     | 8      |
| gen.-ago. 2019        | Fredrikstad           | 2D                    | 13         | 5          | CN              | 1               | 0               | -                  | -                  | -                  | -          | -          | -          | 14     | 5      |
| Totale Fredrikstad    | Totale Fredrikstad    | Totale Fredrikstad    | 35+2       | 13+0       |                 | 3               | 0               |                    | -                  | -                  |            | -          | -          | 40     | 13     |
| ago.-dic. 2019        | Strømmen              | 1D                    | 15         | 2          | CN              | -               | -               | -                  | -                  | -                  | -          | -          | -          | 15     | 2      |
| 2020                  | Strømmen              | 1D                    | 20         | 6          | -               | -               | -               | -                  | -                  | -                  | -          | -          | -          | 20     | 6      |
| Totale Strømmen       | Totale Strømmen       | Totale Strømmen       | 35         | 8          |                 | 0               | 0               |                    | -                  | -                  |            | -          | -          | 35     | 8      |
| 2023                  | Manglerud Star        | 4D                    | ?          | ?          | CN              | ?               | ?               | -                  | -                  | -                  | -          | -          | -          | ?      | ?      |
| 2024                  | Manglerud Star        | 4D                    | ?          | ?          | CN              | ?               | ?               | -                  | -                  | -                  | -          | -          | -          | ?      | ?      |
| Totale Manglerud Star | Totale Manglerud Star | Totale Manglerud Star | ?          | ?          |                 | ?               | ?               |                    | -                  | -                  |            | -          | -          | ?      | ?      |
| Totale                | Totale                | Totale                | 286+2+     | 102+0+     |                 | 28+             | 15+             |                    | 9                  | 1                  |            | 1          | 0          | 326+   | 99+    |

## Palmarès
- Campionato norvegese: 1

Rosenborg: 2009
- Superfinalen: 1

Rosenborg: 2010
- Coppa di Norvegia: 2

Aalesund: 2011
Hødd: 2012
- 1. divisjon: 1

Sandefjord: 2014